# Mahmud Fachri Pascha
Mahmud Fachri Pascha CBE (arabisch محمود فخري باشا; * 1884; † 1955) war ein ägyptischer Diplomat und Politiker.

## Leben
Mahmud Fachri Pascha war ein Sohn von Husain Fachri Pascha, der von 15. bis 18. Januar 1893 Premierminister von Ägypten war, und Enkel von Safwat Pascha. Sein Bruder war Dschaʿfar Fachri Bey. Er heiratete am 12. Mai 1919 in Kairo Prinzessin Faukia von Ägypten, die älteste Tochter von Fu'ād I.
Mahmud Fachri Pascha war Kammerherr, Außenminister und Schwiegersohn von Fu'ād I.